# La Jeune Belgique
La Jeune Belgique est une revue belge d'art et de littérature qui paraît à Bruxelles de 1881 à 1897. Elle réunit autour d'Iwan Gilkin, Georges Rodenbach, de Max Waller, de Valère Gille et d'Albert Giraud, des poètes proches du Parnasse.
Des revues belges, de l'Uylenspiegel à L'Art moderne, ont été le reflet des fluctuations du climat esthétique de la fin du XIXe siècle. Elles ont été le creuset des grandes œuvres naturalistes et plus tard, de celles des symbolistes belges. Le voisinage d'écrivains de sensibilité différente a été positif. D'une part, il montre que la coupure entre naturalisme, parnasse et symbolisme est plus artificielle qu'on ne l'a dit. D'autre part, il témoigne qu'en quelques années, la Belgique a rattrapé le retard pris à l'époque du romantisme sur la France, l'Angleterre et l'Allemagne. 
Dans ces années 1890, la Belgique ouvre la voie aux initiateurs de l'Art nouveau. James Ensor, Félicien Rops et Fernand Khnopff, par exemple, ne tardent pas à jouir d'une réputation mondiale. En 1885, un extrait des Chants de Maldoror de Lautréamont est publié. De même, la décennie 1886-1895 voit la reconnaissance des symbolistes Rodenbach, Émile Verhaeren et Maurice Maeterlinck.

## Contexte social

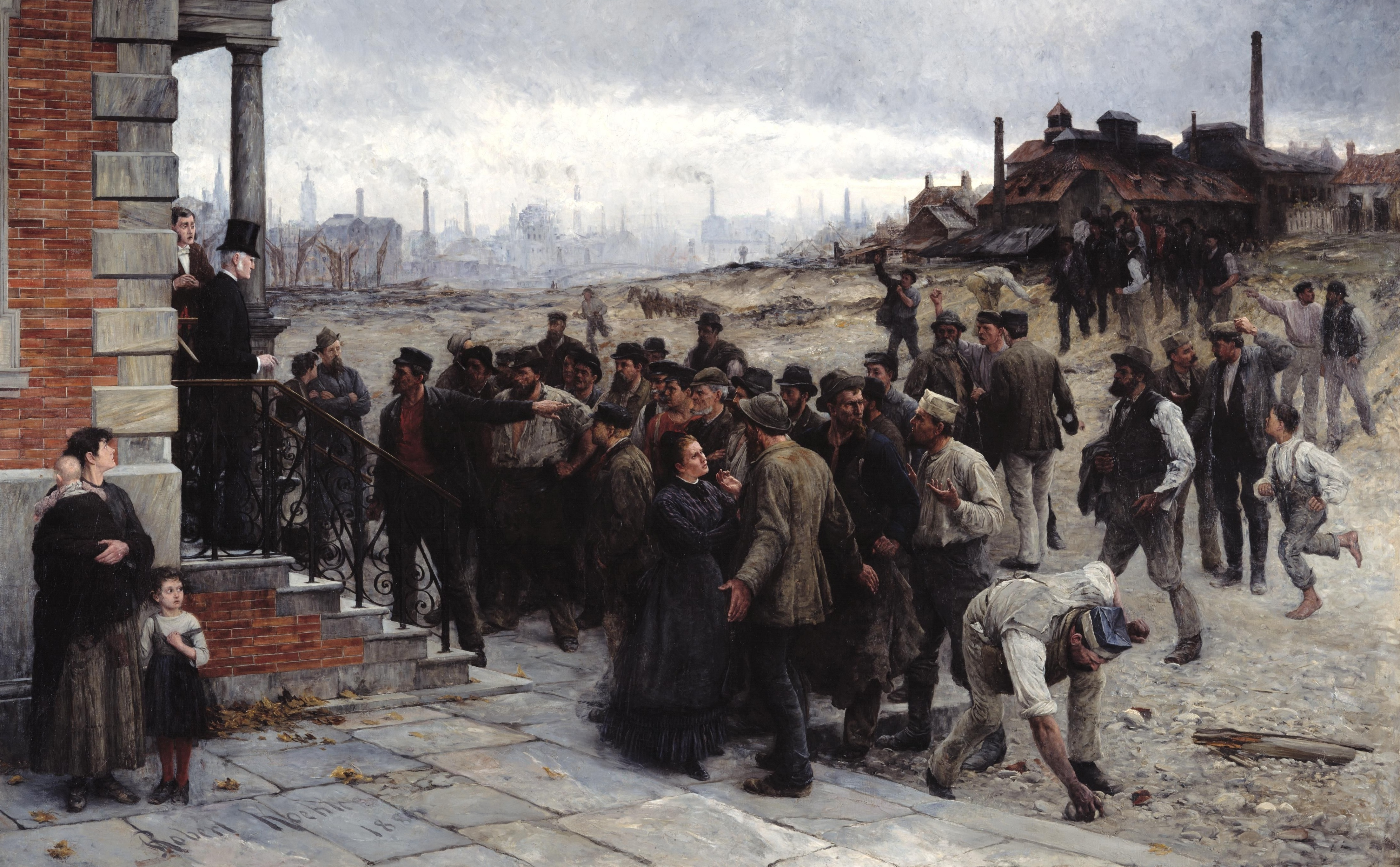
Grève au pays de Charleroi
Robert Koehler, 1886

Le 1er décembre 1881, sur le modèle de la Jeune-France, la revue belge est fondée dans un contexte marqué par de profondes mutations sociales et politiques. Depuis 1860, c'est l'âge d'or du libéralisme et la Belgique devient une petite puissance économique grâce à la métallurgie et l'industrie textile soutenue par le commerce. La prospérité de la bourgeoisie contraste cependant avec la paupérisation d'un prolétariat urbain issu des campagnes. Ainsi, les historiens relèvent en 1866 plus de cinquante-trois pour cent d'analphabètes dans la population.
Après une période d'apathie, la classe ouvrière se révolte. Au printemps 1886 éclate une explosion sociale très violente. À Liège et dans le Hainaut, les manifestations et les grèves se multiplient. Des usines sont pillées et incendiées. La répression armée est à la mesure de la violence des émeutes : morts, blessés, arrestations. Les provinces sont en état de siège. Avec ces événements, la classe dirigeante prend conscience qu'il est urgent d'apporter des solutions à la « question sociale ». Syndicats et dirigeants socialistes qui viennent de fonder le Parti ouvrier belge, centrent leurs efforts sur l'organisation de la classe ouvrière en créant des coopératives et des sociétés de secours mutuels.
Au milieu de ces turbulences, le renouveau littéraire et artistique est mis en œuvre par des jeunes gens, nés entre les années 1850 et 1860, contestant le conservatisme de leur milieu et portés par un élan de sympathie pour la cause ouvrière. Diplômés pour la plupart de l'université libre de Bruxelles, juristes souvent, ces jeunes écrivains partagent une conception progressiste de la fonction de l'œuvre d'art.

## Contenu
Sous la bannière de Max Waller, la Jeune Belgique va d'abord cristalliser un esprit de novation et de liberté en devenant l'organe de ralliement de tous les poètes qui se réclament de l'avant-garde. S'y retrouvent également les naturalistes Camille Lemonnier et Georges Eekhoud ; Jules Destrée, le futur fondateur de l'Académie. Dans Une vie d'écrivain, Lemonnier retrace la naissance de la revue :
« La Jeune Belgique à ses origines est un acte d'amour. Elle sort d'une communion spirituelle et elle a l'effusion sacrée d'une croisade. Ses poètes ont des airs de héros et d'apôtres: il y a un certain mysticisme exalté dans ce qu'ils pensent et écrivent. C'est l'âge de la foi, du désintéressement, de l'aspiration au martyre. On est ensemble des lévites d'une religion qui a ses rites et qui s'agenouille devant la beauté qu'ils définissent l'art pour l'art. Aucune originalité bien précise encore; c'est une des chapelles de la grande église des lettres françaises, avec des officiants élégants, des enfants de chœur qui manœuvrent adroitement l'encensoir et des voix chaudes de chantres au lutrin. Ils ont appris la messe chez Leconte de Lisle, Banville, Hugo. Leur évangile est celui des maîtres de France. [...]
Ensemble ils se proposent la plus jeune littérature de France. Ils auraient pu s'appeler les nouveaux Jeune France. Ils tiraient orgueil de n'avoir du Belge que leur nom. Ce sont des Français de Wallonie et de Flandre, de Flandre surtout. Et chose spécieuse, quelques-uns apparaissent plus flamands que les Flamands dans leur langue. »
À ses débuts, la revue prend parti pour un naturalisme tempéré, celui de Daudet plutôt que celui de Zola, et pour la théorie de l'Art pour l'Art. Cette association paradoxale a l'avantage de laisser aux écrivains une grande liberté. Max Waller et les siens rejettent surtout l'académisme et l'art social. En Belgique, le naturalisme a ses références, ses propres sources. La place accordée à la subjectivité et au tempérament de l'écrivain reste prépondérante. En outre, le jeu de miroirs n'a jamais cessé de fonctionner entre la peinture et l'écriture. L'écrivain naturaliste belge a puisé les critères de son esthétique dans la critique d'art. On peut analyser cette interaction dans le roman Happe-chair de Lemonnier : la description des ouvriers du Pays noir s'inspire des tableaux de Constantin Meunier. Lemonnier, d'ailleurs, définit l'originalité de ce naturalisme : « La part de documentation nécessaire réservée, le Mâle sortit de ma propre nature, de ma sauvagerie foncière, de mon amour pour les bois, de mes passions. »
Cette orientation explique la prise de position de la Jeune Belgique en faveur du naturalisme. Pourtant, au sein de la revue, les tendances les plus diverses s'affrontent. Pour éviter l'éclatement, les naturalistes, les parnassiens et les individualistes s'accordent sur la formule de l'Art pour l'Art. Mais on reproche alors à la revue son conservatisme.

## L'Art moderne
Edmond Picard, qui débute dans la littérature en 1865 après de brillantes études de droit, plaide avec passion pour l'art social. Il fonde, en mars 1881, la revue L'Art moderne qui prône l'inspiration nationale par l'action politique et sociale. Les conflits graves de 1886 justifient, à ses yeux, l'existence d'une littérature engagée. Les aînés, Lemonnier, Émile Verhaeren et Georges Rodenbach le rejoignent.
C'est L'Art moderne qui lance, en 1884, l'expression « Art nouveau » pour désigner toutes les productions de l'art décoratif qui ont rejeté l'académisme. La revue, sous l'influence d'Émile Verhaeren, devient le porte-parole d'une avant-garde très active. Le comité de rédaction (écrivains, peintres et hommes politiques de gauche) se réunit à Bruxelles, dans le luxueux hôtel de la Toison d'Or. Camille Lemonnier y rencontre le peintre Constantin Meunier qui deviendra le meilleur illustrateur de ses romans.